# Forces Armades Capverdianes

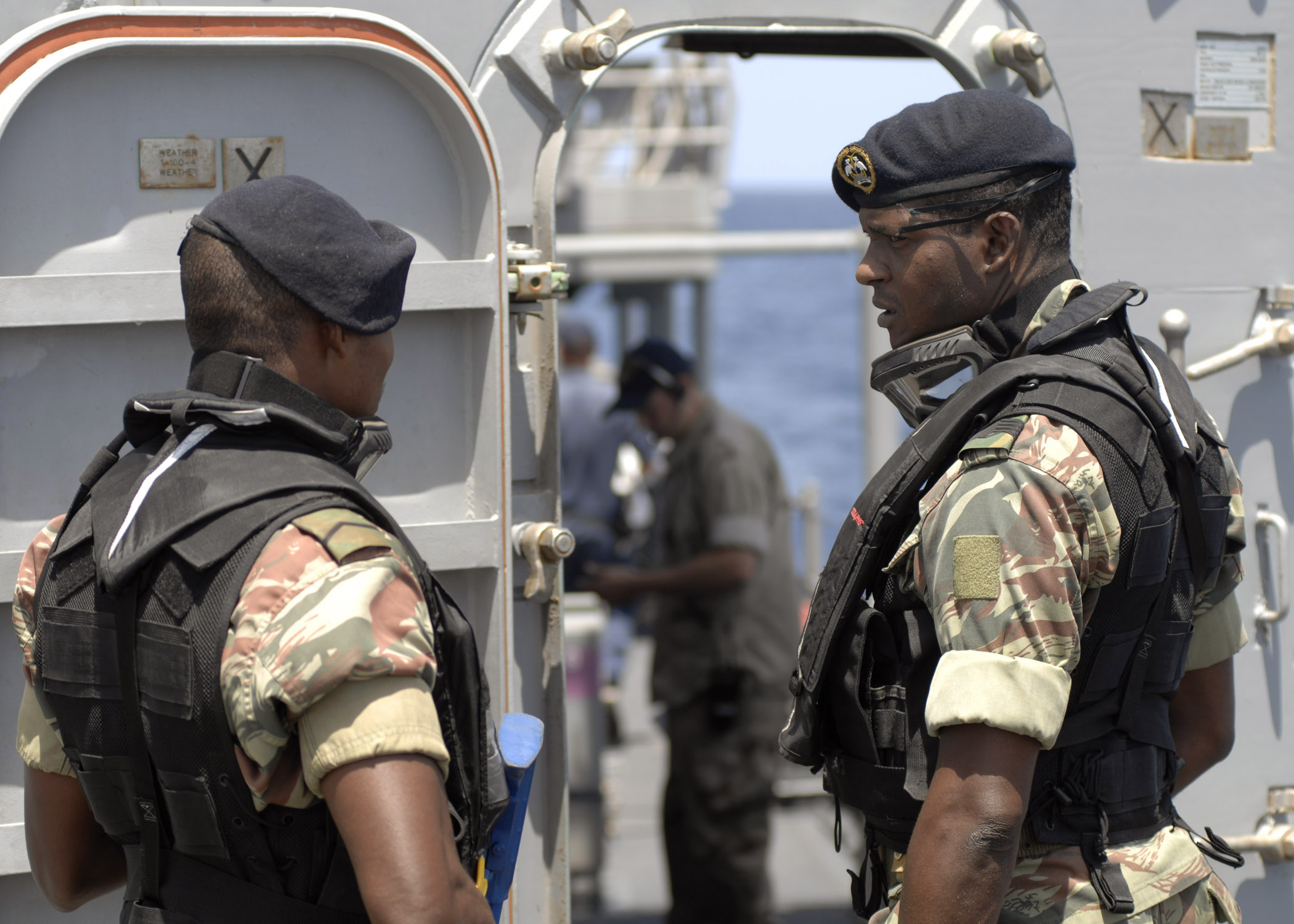
Marines capverdians.

Les Forces Armades Capverdianes (portuguès Forças Armadas Cabo Verdeanas o FACV) són les forces armades de Cap Verd. Hi ha dues branques, la Guàrdia Nacional i la Guàrdia Costanera.

## Història
Abans de 1975, Cap Verd era una província d'ultramar de Portugal, que tenia una petita guarnició militar portuguesa. Això incloïa tant soldats portuguesos com capverdians.
Alhora alguns capverdians estaven lluitant amb Forces Armades Revolucionàries del Poble (FARP), l'organització militar del Partit Africà per la Independència de Guinea i Cap Verd (PAIGC), partit que lluitava per la independència conjunta de Guinea i Cap Verd en la Guerra d'independència de Guinea Bissau. Les FARP van esdevenir forces armades nacionals de Guinea Bissau quan fou reconeguda la seva independència per Portugal en 1974.
Les Forces Armades Capverdianes es van crear quan es va produir la independència del país en 1975, i també foren designades oficialment Forças Armadas Revolucionárias do Povo (FARP). Les FARP es componien de dues branques independents, l' Exército i la Guarda Costeira.
A principis de 1990 es va abandonar la designació "FARP" i els militars de Cap Verd va començar a ser designats com a Forces Armades Capverdianes o FACV. El 2007 les FACV van iniciar una important reorganització, que incloïa la transformació de l'Exèrcit en Guarda Nacional.
Juntament amb la Policia de Cap Verd, les FACV participaren en l'operació ''Operacão Lancha Voadora, la principal operació amb èxit per tractar de posar fi a un grup de traficants de drogues introduïen cocaïna de Colòmbia de contraban als Països Baixos i Alemanya i que utilitzava Cap Verd com a punt de comanda. Tota l'operació Redbourn més de tres anys, operació secreta durant els dos primers anys, va acabar en 2010.
Encara que es troba a l'Àfrica, Cap Verd sempre ha mantingut relacions estretes amb Europa. A causa d'això, algunes opinions defensen l'entrada de Cap Verd pot a l'Organització per a la Seguretat i la Cooperació a Europa i lOTAN.
El compromís més recent de les FACV va ser el motí de l'exèrcit capverdià de 2016 que es va resoldre amb 11 morts.

## Estructura

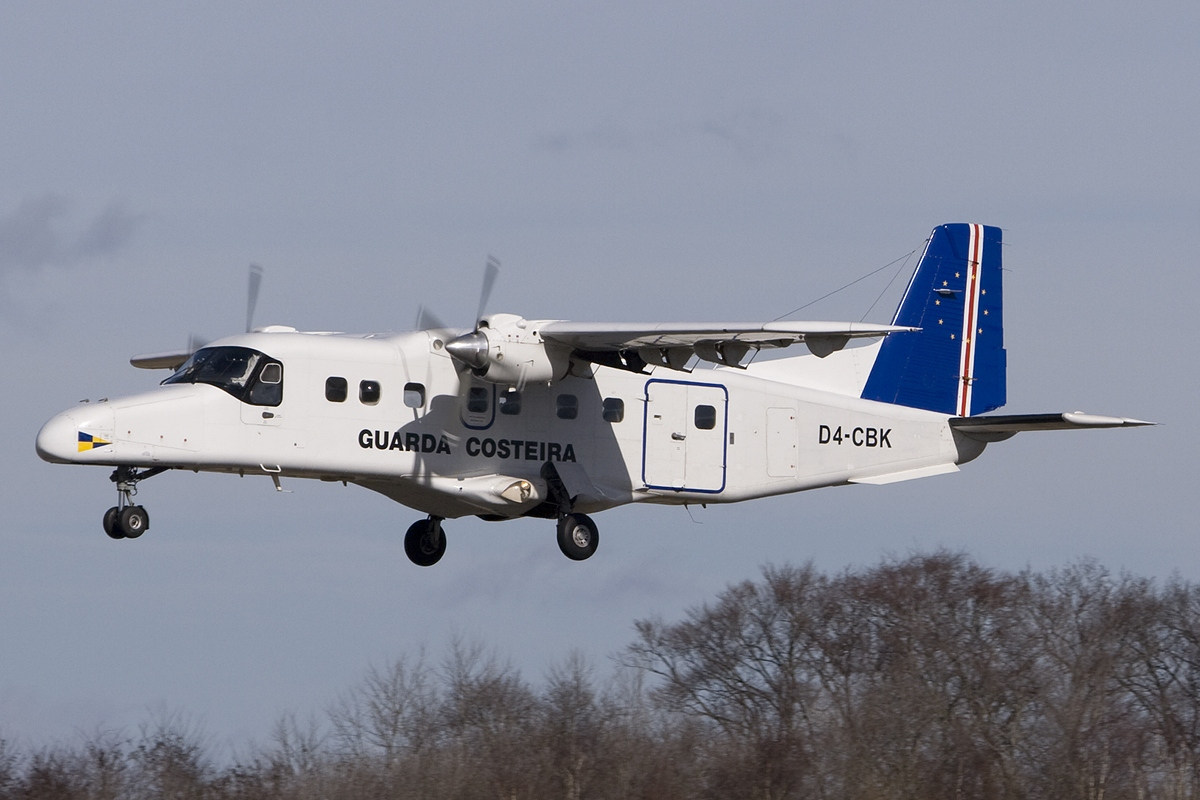
Dornier 228 de la Guàrdia Costanera Capverdiana.

Les Forces Armades Capverdianes són part del Ministeri de Defensa Nacional de Cap Verd i inclouen:
- Els òrgans de comandament militar:
  - Cap d'Estat Major de les Forces Armades (CEMFA)
  - Oficina del CEMFA,
  - El personal de les Forces Armades (EMFA)
  - Comando de Personal,
  - Comando de Logística;
- La Guàrdia Nacional;
- El Servei de guardacostes.

El CEMFA és coronel, l'oficial de més alt rang de les Forces Armades.

### Guàrdia Nacional

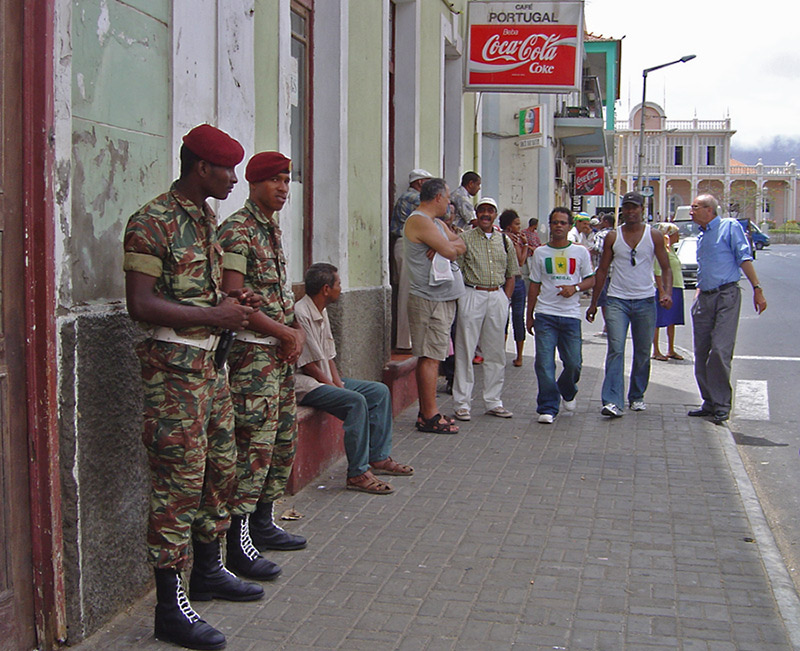
Policia militar a Mindelo

La Guarda Nacional és la branca principal de les forces armades de Cap Verd per a la defensa militar del país, es fan càrrec de l'execució per terra i mar de les operacions de suport a la seguretat interna. Inclou:
- Comandaments territorials:
  - 1a Regió Militar,
  - 2a Regió Militar,
  - 3a Regió Militar;
- Cos:
  - Cos de la Policia Militar,
  - Cos de Marina,
  - Cos d'Artilleria.

No hi ha un comandament general de la Guàrdia Nacional. Cada regió militar està dirigida per un tinent coronel directament subordinat al Cap d'Estat Major de les Forces Armades i inclou unitats dels tres cossos.

### Guàrdia Costanera

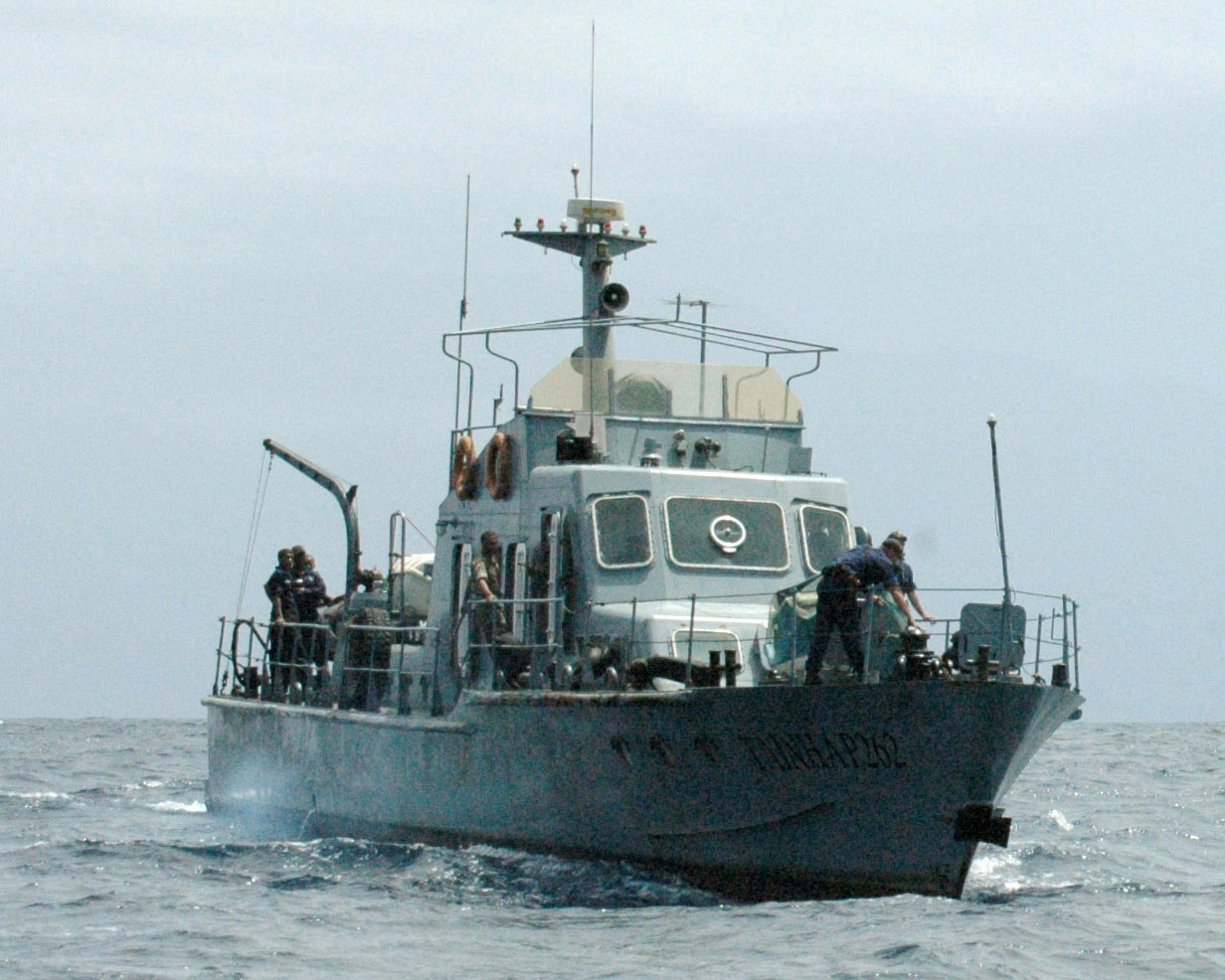
Vaixell de patrulla de la Guarda Costanera Tainha (P 262).

La Guarda Costeira és la branca de les Forces Armades Capverdianes responsable de la defensa i protecció dels interessos econòmics del país en les aigües sota jurisdicció capverdiana i per proporcionar suport aeri i naval per a operacions terrestres i amfíbies. Inclou:
- Comandament de la Guàrdia Costanera
- Centre d'Operacions de Seguretat Marítima (COSMAR)
- Esquadró Naval
- Esquadró Aeri

La Guàrdia Costanera està encapçalada per un militar amb el rang de tinent coronel. Les esquadres navals i aèries incorporen, respectivament, totes les embarcacions o aeronaus de les Forces Armades Capverdianes.

## Equipament

### Armes lleugeres
- AKM
- RPD
- RPG-7
- MG3
- M16
- AK-47
- Heckler & Koch G3
- RPK
- Metralladora PK
- SKS
- SVD
- Makarov PM

### Vehicles blindats
- Alguns T-54\5 100mm MBTs
- 10 BRDM-2[3]

### Artilleria
- 6 Morter 120-PM-43[3]
- 12 75MM
- 12 76MM
- 12 82MM

### Antiaeris
- 18ZPU-1[3]
- ZU-23-2[3]
- 50 SA-7

### Aeronaus
L'Exèrcit capverdià solia tenir el seu propi armada aèria; després de la formació del personal rebuda de la Unió Soviètica en 1982, li foren lliurats tres Antonov An-26. Es creu que aquests eren els únics avions militar que posseeix la nació. Tanmateix els tres aparells foren suplementasts en 1991 per una avioneta Dornier Do 228 equipada per a ús de la Guàrdia Costera, i a finals dels 90 per un aparell EMB-110 de Brasil, equipat de manera similar per a les operacions marítimes. El govern ha estat en negociacions amb la Xina per adquirir helicòpters tant per a ús militar com civil.
| Fabricant             | Model                  | Origen          | Tius                      | Entrada en servei | Nombre | Notes        |
| --------------------- | ---------------------- | --------------- | ------------------------- | ----------------- | ------ | ------------ |
| Antonov               | Antonov An-26          | Unió Soviètica  | Transport tàctic          | 1982              | 3      |              |
| EADS CASA             | Casa C-212 MPA         | Espanya         | Avió de patrulla marítima | 2008              | 1      |              |
| Dornier Flugzeugwerke | Dornier Do 228         | Alemanya        | Ús marítim                | 1991              | 1      | 2 alliberats |
| Embraer               | EMB-110                | Brasil          | Passatger                 | finals de 1990    | 1      | –            |
| LET                   | LET L-410 Turbolet UVP | Txèquia         | Avió de transport         | –                 | 1      | –            |
| Harbin                | Harbin Z-9             | R.P. de la Xina | Utilitat                  | 2011              | 2      |              |

### Vaixells
- 1 patrullera Kondor I – 360 tones a plena càrrega - encarregat el 1970
- 1 patrullera Peterson MK 4 – 22 tones – encarregat en 1993
- 1 una altra patrullera – 55 tones